# Cantó d'Alto-di-Casaconi
El cantó d'Alto-di-Casaconi és una antiga divisió administrativa francesa situat al departament de l'Alta Còrsega i a la Col·lectivitat Territorial de Còrsega. Va existir de 1973 a 2015.

## Administració
| Període   | Identitat         | Partit                  | Qualitat         |
| --------- | ----------------- | ----------------------- | ---------------- |
| 2004-2015 | François Pancrazi | Unió Liberal de Progrés | Alcalde de Monte |

| Nom                   | Població | Codi postal | Codi Insee |
| --------------------- | -------- | ----------- | ---------- |
| Bigorno               | 78       | 20252       | 2B036      |
| Campile               | 199      | 20290       | 2B054      |
| Campitello            | 103      | 20252       | 2B055      |
| Canavaggia            | 98       | 20235       | 2B059      |
| Crocicchia            | 50       | 20290       | 2B102      |
| Lento                 | 91       | 20252       | 2B140      |
| Monte                 | 444      | 20214       | 2B166      |
| L'Olmu                | 168      | 20290       | 2B192      |
| Ortiporio             | 113      | 20290       | 2B195      |
| Penta-Acquatella      | 40       | 20290       | 2B206      |
| Prunelli-di-Casacconi | 162      | 20290       | 2B250      |
| Scolca                | 62       | 20290       | 2B274      |
| Volpajola             | 366      | 20290       | 2B355      |

## Demografia
| 1962  | 1968  | 1975  | 1982  | 1990  | 1999  | 2012  |
| ----- | ----- | ----- | ----- | ----- | ----- | ----- |
| 2.088 | 2.456 | 2.020 | 1.810 | 1.561 | 1.964 | 2.332 |